# Evarcha similis
Evarcha similis är en spindelart som beskrevs av Lodovico di Caporiacco 1941. Evarcha similis ingår i släktet Evarcha och familjen hoppspindlar. Inga underarter finns listade i Catalogue of Life.